# Proposta Paidéia
A Proposta Paidéia é o projeto de reforma educacional proposto por Mortimer Adler. Adler foi um prolífico autor, e referências ao projeto Paidéia de reforma educacional podem ser encontradas entre seus livros listados abaixo.

## A Proposta
A Proposta Paidéia é um sistema de Educação Liberal concebido para atender à todos, aí incluídos mesmo aqueles que não tencionam ingressar numa Universidade. Foi uma resposta ao que Adler caracterizou como o sistema educacional antidemocrático, ou não-democrático dos Estados Unidos, um resquício do XIX século, quando a compreensão do Sufrágio Universal e dos mais básicos direitos humanos estavam aquém das expectativas XX século. Adler Outrossim, Adler acreditava que um sistema educacional votado, fundamental e primacialmente, para a formação vocacional tinha por consequência a domesticação de escravos, não a formação de homens livres, e que a única condição necessária para a formação vocacional era aprender a aprender, desde que muitas aptidões manuais estão em vias de desaparecer.
À proporçãqo que a Proposta Paidéia se desenvolvia, o Grupo Paidéia original deu lugar ao Centro Nacional para Programa Paidéia. Esta organização, depois convertida em Centro Nacional Paidéia, formulou uma  declaração de princípios:
1. Toda criança é educável;
2. A educação jamais se conclui pela escola ou nas instituições superiores de ensino, mas é um processo contínuo de amadurecimento de todos os cidadãos;
3. A causa primeira do aprendizado reside na inteligência da criança, que é jamais criada, mas apenas auxiliada e amparada pelo professor;
4. Todas as modalidades de ensino e aprendizado devem ser utilizadas em educação, e não apenas as preleções ou aulas ministradas pelo professor;
5. A preparação destinada a oferecer ao educando um meio de ganhar a vida não é o objetivo primeiro do ensino.

Adler esforçou-se por fazer ver que sua proposta era muito mais que um retorno às habilidades elementares de leitura, escrita e aritmética. Não consiste num simples retorno aos valores tradicionais da Civilização Clássica, Mas um retorno a seus valores permanentes. Trata-se duma proposta democrática concebida para a educação de todos, e não dum programa elitista como alegam alguns detratores, Adler acreditava, outrossim, que as diferenças individuais, em especial aquelas que diziam respeito aos dons naturais e às condições de origem da criança, devem ser compensadas e remediadas por suplementar instrução e tutela pré-escolar, se necessário.
Propôs uma grade curricular na qual cada estado ou distrito escolar pudesse livremente variar as disciplinas de estudo. O currículo da Proposta Paidéia foi dividido em cinco grandes categorias, com as três primeiras convencionalmente intelectuais. A quarta envolvia habilidades manuais (não para fins vocacionais, mas para adquirir a destreza mental necessária ao manuseio), e a quinta categoria introduzia os alunos no mundo do trabalho:
1. Língua, Literatura e Belas Artes;
2. Matemática e Ciências Naturais;
3. História, Geografia e Estudos Sociais;
4. Educação Física (12 anos), e destreza manual, incluindo cozinhar, costurar, datilografar e reparar máquinas (6 anos);
5. Uma introdução geral ao mundo do trabalho (últimos 2 anos).

## Modalidades de Ensino e Aprendizado
Essencialmente, a Proposta envolvia três tipos de aprendizado indispensáveis e seus respectivos modelos de ensino: era preciso saber  o que , saber  como  e saber  por que : um destes estava ausente da prática educativa moderna depois do jardim de infância e primeira série.
A instrução didática (aulas tradicionais) foi, costumeiramente, o principal modo de ensino aplicado no sistema tradicional. Seu objetivo era a aquisição de fatos e conhecimentos suficientemente organizados. Adler atribuía ínfimo valor a essa forma de ensino, argumentando que aquilo que se aprende por ele geralmente desaparece com o tempo, afirmando, por exemplo, que havia, ele mesmo, esquecido quase todo o que lhe ensinaram quando menino.
O ensino é ministrado a fim de que o aluno possa adquirir habilidades, como ler, escrever, falar, ouvir, calcular, resolver problemas, estimar, medir e exercer um julgamento crítico.Tais Habilidades, sendo hábitos, e não memórias, são muito mais duráveis, ao menos mais que meras lembranças, especialmente lembranças fixadas sem a correspondente compreensão. Devem também ser exercidas a fim de que permanecem nítidas, sendo, não obstante, menos duráveis que o entendimento alcançado pelo método socrático.
O Método Socrático (ou discussão sistemática) é o único caminho para a compreensão de idéias e dos valores básicos. Isso não pode ser adquirido através do ensino meramente didático. O diálogo, ou discussão, não deve ter por base o texto de livros didáticos, mas obras de arte e obras literárias que versam sobre idéias e valores. Para Adler os professores estão completamente despreparados para tal. Em sua Proposta, seminários seriam planejados em ao menos duas dimensões. Numa, vertical, o professor elaboraria e dirigiria perguntas com o propósito de desenvolver a verdadeira compreensão das idéias em pauta (e não apenas para cobrir um tema predeterminado). Noutra, horizontal, a discussão estaria aberta a todas as possíveis respostas dos alunos às questões. Se um destes seminário estiver indefinido, participando, simultaneamente, de ambas as dimensões, ou, exclusiva e preferencialmente, determinado apenas pela dimensão horizontal, perder-se-á ou ficará desorientado. Quando ordena-se em ambas direções, ou se dirige tão-somente pela dimensão vertical, torna-se didático e dogmático. O estilo dos seminários varia muito, dependendo do assunto e dos participantes, Adler, entanto, acha que qualquer professor que siga suas prescrições e, ademais, seja ele mesmo um aluno superior, não proibirá que seus alunos se tornem, eles também, alunos inspirados ao longo da vida.